# Pantalowice
Pantalowice – wieś w Polsce położona w województwie podkarpackim, w powiecie przeworskim, w gminie Kańczuga.
| SIMC    | Nazwa             | Rodzaj    |
| ------- | ----------------- | --------- |
| 0604420 | Dział             | część wsi |
| 0604459 | Kopalina          | część wsi |
| 0604436 | Pantalowice Dolne | część wsi |
| 0604442 | Pantalowice Górne | część wsi |

## Historia
Wieś szlachecka Pantelowice, własność Stanisława Derszniaka, położona była w 1589 w ziemi przemyskiej województwa ruskiego.
W latach 50. i 60. XIX w. właścicielkami dobr tabularnych w Pantalowicach były Karolina Prek (żona Stanisława) i Zofia Szumanczowska, około 1870 samodzielnie Karolina Prek. W latach 70. właścicielem Pantalowic Dolnych i Górnych był Stefan Prek, w latach 80. tenże wraz z Władysławem Bzowskim. Według stanu z 1890 Pantalowice Adlerówkę posiadał Eissig Adler, Pantalowice i Folwark Janów posiadał Władysław Bzowski i Jan Pogonowski, a Pantalowice Karolówka posiadał sam Władysław Bzowski. Według stanu z 1897 Pantalowice Dolne i Górne ponownie posiadali razem Stefan Prek i Władysław Bzowski. Według stanu z 1904 właścicielem Pantalowic Dolnych był Władysław Bzowskich, a Górnymi władał Stefan Prek, a w 1905 jako właściciele figurowali Stefan i Zofia Prekowie. W 1914, 1918 dobra w Pantalowicach Dolnych i Górnych posiadali M. hr. Brunicka i Stefan Prek.
Według stanu z połowy 1916 we wsi mieszkało 1650 mieszkańców, istniał kościół i 2-klasowa szkoła.
4 grudnia 1942 okupanci niemieccy zamordowali sześciu mieszkańców Pantalowic udzielających pomocy Żydom.
6 marca 1943 gestapowcy rozstrzelali 11 mieszkańców wsi pod zarzutem przynależności do ruchu oporu.
W latach 1954–1972 wieś należała i była siedzibą władz gromady Pantalowice. W latach 1975–1998 miejscowość administracyjnie należała do województwa przemyskiego.

## Zabytki
Według rejestru zabytków NID na listę zabytków wpisany jest zespół kościoła parafialnego, nr rej.: A-761 z 17.02.2012:
- kościół pw. Niepokalanego Poczęcia NMP, 1901-02
- dzwonnica, 1910
- kapliczka, 1908
- cmentarz kościelny.

Kościół parafialny, neogotycki (1900 - 1902) wzniesiony według planów S. Majerskiego. Parafia Niepokalanego Poczęcia Najświętszej Maryi Panny ma XIV-wieczny rodowód. Poprzedni, drewniany kościół z 1693, spłonął wraz z wyposażeniem w 1900 roku.